# Swift Gamma-Ray Burst Mission
Swift, celým jménem Swift Gamma-Ray Burst Mission, je kosmická observatoř vypuštěná a provozovaná americkou agenturou NASA. Je určena ke studiu gama záblesků a jejich odlesků v několika vlnových délkách. Start se konal 20. listopadu 2004 na Mysu Canaveral a na oběžnou dráhu byla družice vynesena nosnou raketou Delta II.

## Popis

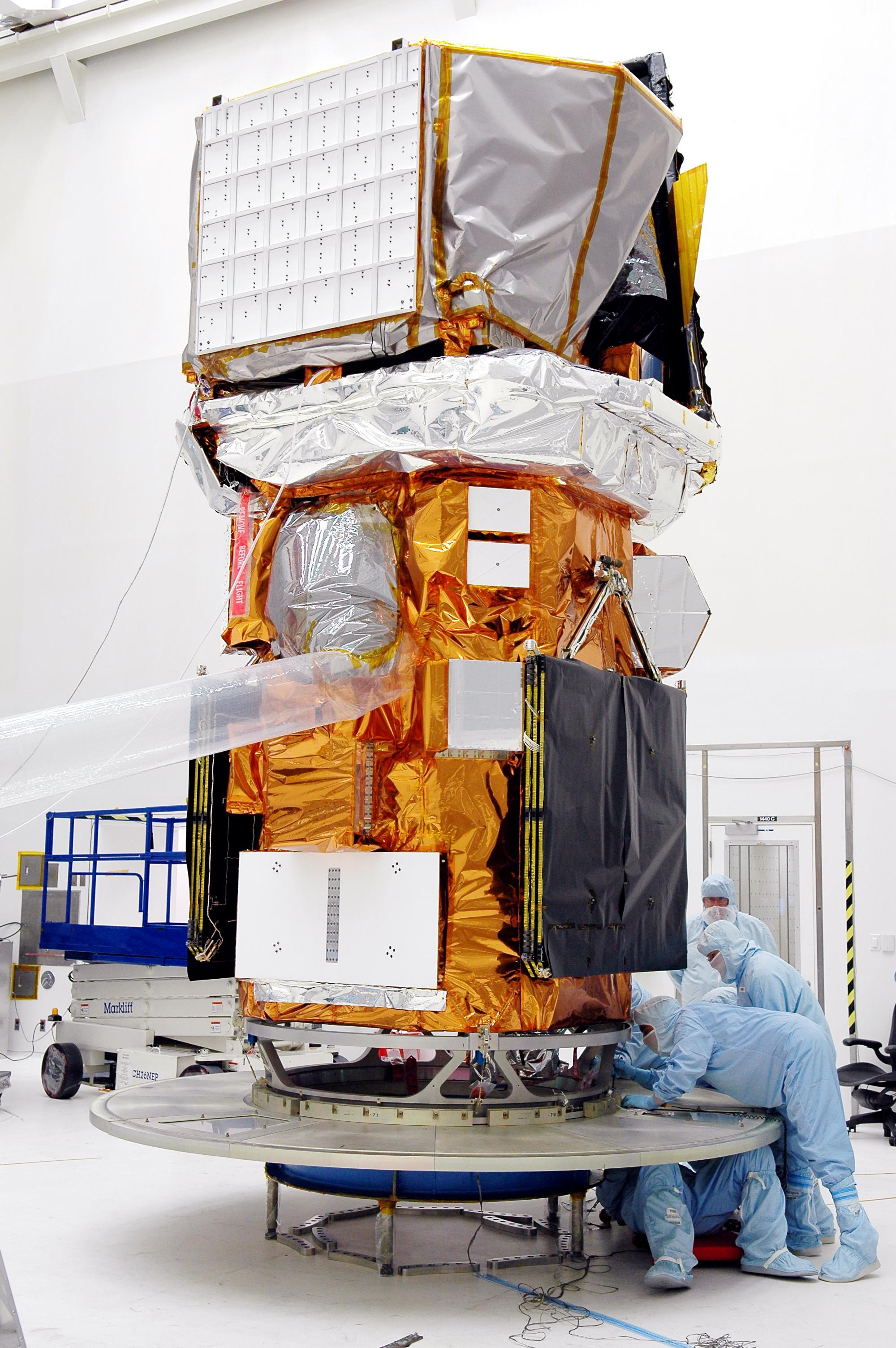
Přípravy družice Swift před vypuštěním.

Swift je tříose stabilizovaná astronomická observatoř s hlavním tělesem nepravidelného, přibližně hranolovitého tvaru o příčném rozměru 1,60 m a výšce včetně anténních systémů a výklopných clon 5,57 m. Je vybavena dvěma otočnými výklopnými třídílnými panely slunečních baterií o rozměrech 4,31×1,34 m, orientovanými podélně s delší osou družice, s příčným rozpětím 5,41 m a dodávajícími minimálně 2214 W elektrické energie (na konci aktivního života) a dobíjející NiH2 akumulátorovou baterii s kapacitou 80 Ah. Družice nese tři vědecké přístroje:
BAT (Burst Alert Telescope) - širokoúhlý detektor záblesků gama záření, energetický rozsah 10 až 150 keV, zorné pole 2 sr, přesnost určení polohy zdroje ±4'
XRT (X-Ray Telescope) - rentgenový zobrazující dalekohled, energetický rozsah 0,2 až 10 keV, detekční prvek CCD (Carge Coupled Device), průměr apertury 0,51 m, ohnisková délka 3,5 m, zorné pole 23,6'×23,6').
UVOT (Ultra Violet Optical Telescope) - dalekohled pro ultrafialovou a viditelnou oblast spektra, spektrální rozsah 170 až 650 nm, průměr apertury 0,30 m, ohnisková délka 1 m, zorné pole 17'×17', mezní hvězdná velikost 8m až 24m
Řízení družice a zpracování naměřených dat zajišťuje zdvojený řídicí počítač s procesorem RAD6000. Data mohou být ukládána do velkokapacitní polovodičové paměti s kapacitou 32 Gbit. Komunikační vysílač pracuje v pásmu S (2,2 GHz, rychlost přenosu 2,25 Mbit/s) s pozemní stanicí, resp. s družicemi systému TDRSS (Tracking and Data Relay Satellite System, rychlost přenosu 2.0 kbi/s) pro rychlé informování o gama záblescích. Povelový přijímač pracuje též v pásmu S (2,4 GHz, rychlost přenosu 2,0 kbi/s). Orientační a stabilizační systém využívá jako čidel sledovače hvězd a inerciální plošinu (přesnost stanovení polohy v klopení a zatáčení ±2,2 resp. ±46 v klonění). Jako výkonné prvky slouží 6 silových setrvačníků a magnetické tyče pro tlumení kmitů (přesnost nastavení polohy ±144 resp. ±150).

## Spolupráce na projektu
Družici postavila firma General Dynamics C4 Systems (dříve Spectrum Astro) ve spolupráci se střediskem NASA Goddard Space Flight Center, které je též provozovatelem družice. Na projektu se dále podílely organizace Agenzia Spaziale Italiana (ASI) z Itálie a Particle Physics and Astronomy Research Council (PPARC) z Velké Británie. Vědecké přístroje a program zajišťují mj. Pennsylvania State University, Los Alamos National Laboratory, Max-Planck-Institut für Extraterrestrische Physik (Německo) a další university a vědecká pracoviště z Ameriky a Evropy.
Hlavní pozemní stanice se nachází u města Malindi v Keni. Družice je řízena z pozemního střediska MOC (Mission Operations Center) v areálu Pennsylvania State University a naměřená data jsou zpracovávána, distribuována a archivována ve středisku SDC (Swift Data Center) v areálu NASA Goddard Space Flight Center (GSFC) v Greenbelt v Marylandu.

## Mise

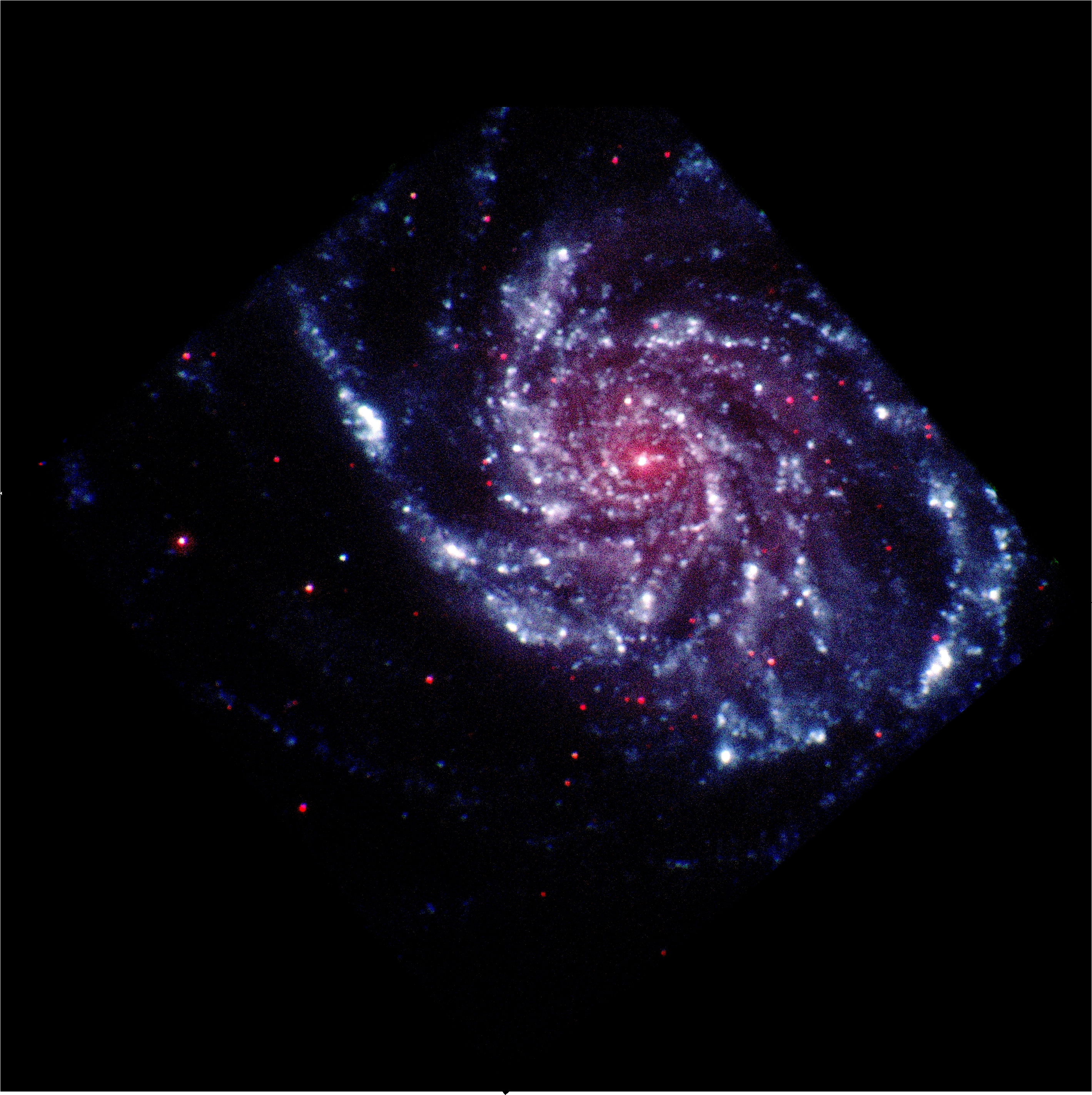
Spirální galaxie M101, první snímek pořízený pomocí přístroje UVTO

Hlavním cílem mise je studium gama záblesků a určení jejich původu. Dalším úkolem je pozorování celé oblohy v rentgenové části spektra a určovat rentgenového záření. Družice také slouží jako pozorovací platforma pro sledování příležitostných cílů jakými jsou třeba supernovy.
Observatoř Swift odstartovala z odpalovací rampy 17 na mysu Canaveral 20. listopadu 2004 a dosáhla nízké oběžné dráhy Země ve výšce 586 až 601 kilometrů a se sklonem dráhy 20°. Vědecká činnost byla zahájena v prosinci 2004. Hned na začátku mise došlo k selhání chladicí jednotky energetického zdroje pro rentgenový teleskop. Tato závada nebyla odstraněna, ale týmy vědců z universit v Pensylvánii a Leicesteru zjistily, že teleskop může pracovat i bez chladicí jednotky. Zkoušky pokračovaly do února 2005, kdy byly pořízeny první snímky přístrojem UVOT (ve viditelném a ultrafialovém spektru) a observatoř tak byla prohlášena za plně funkční.

### Objevy a pozorování

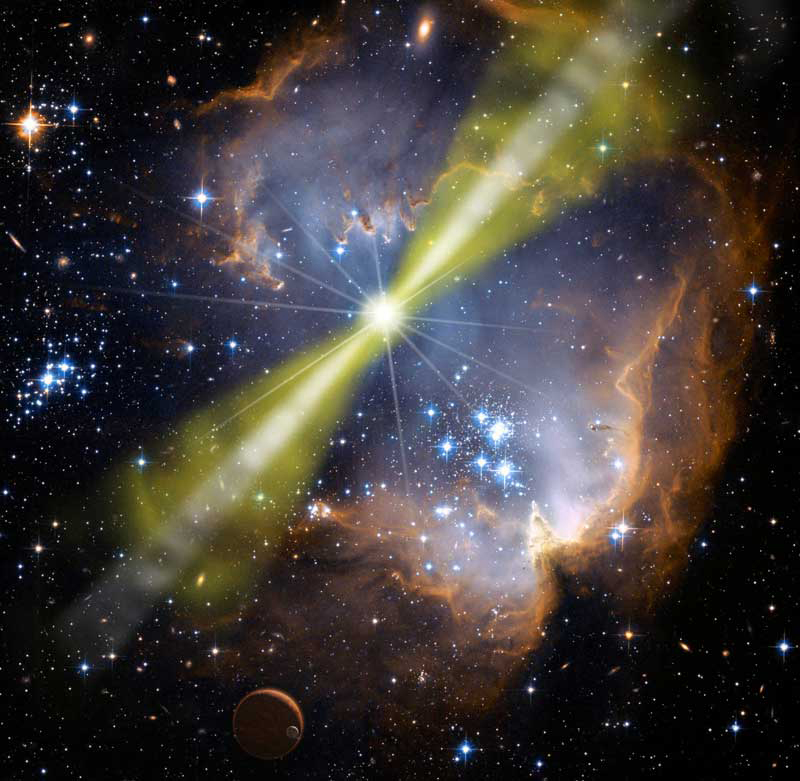
Záblesk GRB 080319B, představa umělce

- 9. května 2005 – Zachycen gama záblesk GRB 050509b, který trval jednu dvacetinu sekundy. Bylo to poprvé, kdy se podařilo určit původ takto krátkého záblesku.

- 4. září 2005 – Zachycen gama záblesk GRB 050904, který měl rudý posuv 6,29 a trval 200 sekund. Byl také do té doby nejvzdálenější, jeho vzdálenost byla 12,6 miliard světelných let (ly).

- 18. února 2006 – Zachycen neobvykle dlouhý záblesk GRB 060218, který trval přes 2000 sekund. Přes svou relativní blízkost (440 milionů ly) byl neobvykle slabý, což může znamenat blížící se explozi supernovy.

- 14. června 2006 – Zachycen záblesk GRB 060614, pocházející z galaxie vzdálené přibližně 1,6 miliard ly. Po tomto záblesku nenásledoval výbuch supernovy, což vedlo ke spekulacím o jeho původu. Podle některých spekulantů se mohlo jednat o zánik masivní hvězdy, která však nedokázala vyprodukovat dostatečné množství 56Ni pro přeměnu v supernovu.

- 9. ledna 2008 – Během pozorování rentgenového záření z galaxie NGC 2770 byla zaznamenána exploze supernovy v téže galaxii. Supernova byla později označena SN 2008D a díky načasování se stala první supernovou, která byla sledována v takto rané fázi.

- únor 2008 – Swift poskytl důležité informace o záhadném objektu Hanny's Voorwerp, nacházejícím se v galaxii IC 2497. Tento objekt je vzdálen 700 milionů ly a napříč měří 16 000 ly. Údaje Swiftu prokázaly absenci ionizujícího záření jak v objektu samém, tak v jeho okolí.

- 19. března 2008 – Zachycen nejjasnější záblesk, označený GRB 080319B, který kdy byl pozorován. Jeho zdroj byl vzdálen 7,5 miliardy ly a byl tak nejvzdálenějším objektem, který bylo možno pozorovat pouhým okem. Ve stejný den byly pozorovány celkem čtyři záblesky, což byl nový rekord. Do jejího sledování se zapojily také Hubbleův vesmírný dalekohled, Rentgenová observatoř Chandra, pozemní Very Large Array, Observatoř Gemini, Observatoř Palomar a další.

- 23. dubna 2009 – Zachycen záblesk GRB 090423 nejvzdálenější gama záblesk, který byl kdy pozorován. Zdroj se nacházel ve vzdálenosti 13,035 miliard ly.